# Erzbistum Bamenda
Das Erzbistum Bamenda (lateinisch Archidioecesis Bamendanus) ist eine römisch-katholische Diözese mit Sitz in Bamenda (Kamerun).
Vorläufer war das am 13. August 1970 durch Papst Paul VI. aus dem Bistum Buéa heraus gegründete Bistum Bamenda. Erster Bischof war Paul Verdzekov. Papst Johannes Paul II. erhob das Bistum am 18. März 1982 zum Erzbistum.
Dem Metropolitansitz sind die Suffraganbistümer Buéa, Kumbo und Mamfe zugeordnet.

## Ordinarien
- Paul Verdzekov, Bischof von 1970 bis 1982, Erzbischof von 1982 bis 2006
- Cornelius Fontem Esua, Erzbischof von 2006 bis 2019
- Andrew Nkea Fuanya, Erzbischof seit 2019